# Vänskapligt tal
Vänskapliga tal är två heltal som är relaterade till varandra på så sätt att summan av det ena talets delare är lika med det andra talet och vice versa. Enheten räknas som en delare men inte talet självt.
Ett sådant par är (220, 284); eftersom delarna till 220 är 1, 2, 4, 5, 10, 11, 20, 22, 44, 55 och 110, för vilka summan är 284; och delarna till 284 är 1, 2, 4, 71, och 142, för vilka summan är 220. Vänskapliga tal var kända av pythagoréerna, vilka tillskrev dem många mystiska egenskaper.
En generell formel för att skapa dessa tal upptäcktes runt 850 av Thabit ibn Kurrah (836–900): om 
p = 3 · 2n-1 - 1,
q = 3 · 2n - 1,
r = 9 · 22n-1 - 1,
där n > 1 är ett heltal och p, q, och r är primtal, då är 2npq och 2nr ett par vänskapliga tal. Denna formel ger de vänskapliga paren (220, 284), (17 296, 18 416) och (9 363 584, 9 437 056). Paret (6232, 6368) är vänskapligt, men kan inte härledas med denna formel.
De första vänskapliga talen är (220, 284), (1184, 1210), (2620, 2924), (5020, 5564), (6232, 6368) (talföljd A063990 i OEIS).
Vänskapliga tal har studerats av al-Madshritti (avliden 1007), Abu Mansur Tahir al-Baghdadi (980-1037), René Descartes (1596-1650) vilken ibland tillskrivs Thabits formel, C. Rudolphus och andra. Thabits formel generaliserades av Euler. 
Om ett tal är lika med summan av sina egna delare kallas det ett perfekt tal.